# العلاقات الناوروية النيوزيلندية
العلاقات الناوروية النيوزيلندية هي العلاقات الثنائية التي تجمع بين ناورو ونيوزيلندا.

## مقارنة بين البلدين
هذه مقارنة عامة ومرجعية للدولتين:
| وجه المقارنة                                              | ناورو                          | نيوزيلندا                                              |
| --------------------------------------------------------- | ------------------------------ | ------------------------------------------------------ |
| المساحة (كم2)                                             | 21                             | 268.02 ألف                                             |
| عدد السكان (نسمة)                                         | 10.08 ألف                      | 4.24 مليون                                             |
| الكثافة السكانية (ن./كم²)                                 | 48.00 ألف                      | 15.82                                                  |
| العاصمة                                                   | ضاحية يارين                    | ويلينغتون، أوكلاند                                     |
| اللغة الرسمية                                             | اللغة الناورونية، لغة إنجليزية | لغة إنجليزية، اللغة الماورية، لغة الإشارة النيوزيلندية |
| العملة                                                    | دولار أسترالي                  | دولار نيوزيلندي، الجنيه النيوزيلندي                    |
| الناتج المحلي الإجمالي (بليون دولار)                      | 113.88 مليون                   | 205.85 مليار                                           |
| الناتج المحلي الإجمالي (تعادل القوة الشرائية) بليون دولار | 162.98 مليون                   |                                                        |
| الناتج المحلي الإجمالي الاسمي للفرد دولار أمريكي          | 9.83 ألف                       |                                                        |
| الناتج المحلي الإجمالي للفرد دولار أمريكي                 |                                |                                                        |
| مؤشر التنمية البشرية                                      |                                | 0.914                                                  |
| رمز المكالمات الدولي                                      | +674                           | +64                                                    |
| رمز الإنترنت                                              | .nr                            | .nz                                                    |
| المنطقة الزمنية                                           | ت ع م+12:00                    | ت ع م+13:00، ت ع م+12:00                               |

## منظمات دولية مشتركة
يشترك البلدان في عضوية مجموعة من المنظمات الدولية، منها:
| علم المنظمة | اسم المنظمة                   | تاريخ انضمام ناورو | تاريخ انضمام نيوزيلندا |
| ----------- | ----------------------------- | ------------------ | ---------------------- |
|             | منظمة حظر الأسلحة الكيميائية  | ?                  | ?                      |
|             | الأمم المتحدة                 | 14 سبتمبر 1999     | 24 أكتوبر 1945         |
|             | بنك التنمية الآسيوي           | 1991               | 1966                   |
|             | منظمة الشرطة الجنائية الدولية | ?                  | ?                      |
|             | يونسكو                        | 17 أكتوبر 1996     | 4 نوفمبر 1946          |
|             | الاتحاد البريدي العالمي       | ?                  | ?                      |
|             | دول الكومنولث                 | ?                  | ?                      |
|             | الاتحاد الدولي للاتصالات      | 10 يونيو 1969      | 3 يونيو 1878           |

## وصلات خارجية
- موقع وزارة الخارجية النيوزيلندية